# Liga de Devarda
Liga de Devarda (CAS # 8049-11-4), é uma liga de alumínio (44% – 46%), cobre (49% – 51%) e zinco (4% – 6%).
A liga de Devarda é usada como reagente redutor em química analítica para a determinação de nitratos após sua redução a amônia sob condições alcalinas. Recebeu este nome devido ao químico italiano Arturo Devarda (1859–1944), que sintetizou-a no final do século XIX para desenvolver um novo método de analisar nitrato em salitre do Chile.
Foi frequentemente usada em análise quantitativa ou qualitativa de nitratos em agricultura e ciência do solo antes do desenvolvimento da cromatografia de íons, o método de análise predominante amplamente adotado no mundo hoje.